# Wulf Kessler
Wulf Kessler (* 2. Januar 1955 in München; † 29. März 2010 ebendort) war ein deutscher Schauspieler. 
In Michael Verhoevens Die weiße Rose, die die Geschichte der gleichnamigen Widerstandsgruppe gegen das NS-Regime erzählt, spielte Kessler die Rolle des Hans Scholl. Ende der 1980er Jahre zog er sich aus dem Filmgeschäft zurück. Von 1994 bis zu seinem Tod war er in München als NLP-Lehrtrainer tätig. Sein Grab befindet sich auf dem Nordfriedhof (München), Nr. 182-3-111.

## Filmografie
- 1978–1983: Derrick (TV-Serie) 2 Folgen
- 1979: Blutspur
- 1979: Polizeiinspektion 1 (TV-Serie) 1 Folge
- 1982: Die weiße Rose
- 1984: Treffer
- 1984: Die Story
- 1989: Der Alte (TV-Serie) 1 Folge